# 樺澤力也
樺澤 力也（かばさわ りきや、1995年10月20日 - ）は、日本の俳優である。
神奈川県出身。元アミューズ所属。

## 出演

### 映画
- ブタがいた教室（2008年）樺澤力也 役
- 告白（2010年）田中亮 役

### テレビドラマ
- 土曜時代劇 オトコマエ!2 第9話 （2009年10月31日、NHK総合テレビ）